# Дмитриев, Николай Константинович
Никола́й Константи́нович Дми́триев (16 (28) августа 1898, Москва — 22 декабря 1954, Москва) — советский лингвист-тюрколог, доктор филологических наук (1938), профессор (1930), член-корреспондент АН СССР (1943), член-корреспондент (1944) и академик (1945) Академии педагогических наук РСФСР. Заслуженный деятель науки Туркменской ССР (1950), Башкирской АССР (1947), Чувашской АССР (1953).

## Биография
Окончил 3-ю Московскую гимназию (1916, с золотой медалью) и историко-филологический факультет Московского университета (1920): классицист, славист и индоевропеист-компаративист школы Ф. Ф. Фортунатова (1848—1914) и его ученика В. К. Поржезинского (1870—1929). Успешно окончив Московский институт востоковедения (1922), он получил квалификацию сразу по трем разрядам: турецкому, арабскому и персидскому.
В 1920-40-х параллельно работал в нескольких научно-исследовательских учреждениях и вузах Москвы и Ленинграда, руководил тюркологическими кафедрами и секторами Московского государственного университета и Ленинградского государственного университета, Института языкознания АН СССР, научно-исследовательского института национальной педагогики. В 1934 г. Н. К. Дмитриев — профессор Ленинградского, позднее Московского отделения курсов редакторов-переводчиков трудов марксизма-ленинизма, заведующий балкарским, башкирским, казахским, крымскотатарским отделениями этих курсов.
Жена — арабист Ксения Савельевна Кашталёва.
Похоронен на Пятницком кладбище.

## Научная деятельность
Имеет фундаментальные труды по грамматике башкирского, кумыкского, турецкого, азербайджанского, гагаузского, крымскотатарского, туркменского, татарского, чувашского языков, руководитель и соавтор первого многотомного труда по сравнительной грамматике тюркских языков.
Исследовал, в том числе в полевых условиях, по тюркскому фольклору и диалектологии, работы по взаимодействию тюркских языков со славянскими («Тurсо-Slavicae»), а также по методике преподавания русского и ряда тюркских языков в национальной школе.
Был в свое время ближе всего из советских тюркологов к идее сравнительно-исторической грамматики. В 1950 г. в Секторе тюркских языков Института языкознания АН СССР, работой которого руководил Н.К. Дмитриев, был составлен план подготовки сравнительной грамматики тюркских языков и началось его осуществление.

Могила Дмитриева на Пятницком кладбище Москвы.

## Награды и премии
- орден Ленина (27.03.1954);
- орден Трудового Красного Знамени (10.06.1945);
- орден «Знак Почёта»;
- медали.

## Основные работы
- Строй турецкого языка. М. 1939;
- Грамматика кумыкского языка. М., 1940;
- Башкирские народные сказки / ред., введение и прим. Н. К. Дмитриева.- Уфа, 1941;
- Грамматика башкирского языка. Л., 1948;
- Вопросы изучения хакасского языка и его диалектов. (Материалы для научной грамматики). Абакан, 1954 (совм. с Ф. Г. Исхаковым);
- Строй тюркских языков. Сб. избр. трудов. М., 1962.